# Таніґакі Садакадзу
Таніґакі Садакадзу (яп. 谷垣 禎一; нар. 7 березня 1945, Явата, префектура Кіото) — японський державний і політичний діяч.

## Біографія
Садакадзу Таніґакі — син колишнього міністра освіти Японії Сен'іті Таніґакі (пом. 1983). Садакадзу Таніґакі недовго очолював агентство з науки і техніки в 1997 році. В уряді Коїдзумі Дзюнітіро він займав ряд посад, у тому числі був членом Фінансово-відновлювальної комісії, Національної комісії громадської безпеки, і нарешті міністром фінансів з 22 вересня 2003 по 26 вересня 2006 року. З 2002 року Таніґакі очолював малу фракцію Котікай, колишню частину Ліберально-демократичної партії, з 11 членами в нижній і 4 у верхній палаті парламенту.
Вперше Таніґакі висунув свою кандидатуру на посаду голови ЛДП 28 липня 2006, але посів третє місце після Сіндзо Абе і Таро Асо. Таніґакі вважається «поміркованим» діячем, в основному завдяки своїм поглядам на зовнішню політику: на відміну від Абе і Асо, він заявив, що якщо він стане прем'єр-міністром, то не буде продовжувати щорічні відвідання храму Ясукуні, що викликають невдоволення в Китаї і Кореї.
24 вересня 2007 Таніґакі був призначений головою політичної ради ЛДП при новообраному голові партії Фукуді Ясуо. Згодом він короткий час був міністром землі, інфраструктури і туризму.
28 вересня 2009 він був обраний лідером ЛДП змінивши колишнього прем'єр-міністра Японії Таро Асо.
26 грудня 2012 Садакадзу Таніґакі призначений міністром юстиції в другому кабінеті Сіндзо Абе.